# ناچول
ناچول (به لاتین: Nachol) یک منطقهٔ مسکونی در بنگلادش است که در ناحیه نواب‌گنج واقع شده‌است. ناچول ۲۸۳٫۶۸ کیلومتر مربع مساحت و ۱۴۶٬۶۲۷ نفر جمعیت دارد.